# Tustna i Møre og Romsdal
Tustna er en ø i Aure kommune i Møre og Romsdal fylke. Den har et areal på 89 km², og grænser til Edøyfjorden i nord, Soleimsundet mod Stabblandet i øst, Vinjefjorden i syd, og Talgsjøen i vest.
Tustna var tidligere egen kommune, men blev efter folkeafstemning slået sammen med Aure kommune 1.januar 2006. Den gamle kommune bestod af flere øer, hvoraf Tustna var den største. De største af de andre øer var Stabblandet, Golma og Solskjel. Kommunecenteret i kommunen var Gullstein, nordøst på Tustna.
En af forudsætningerne for kommunesammenlægningen var fastlandsforbindelse mellem Tustna og Aure. Imarsundforbindelsen, med bro fra Aukan på Stabblandet til Jørnøya og ny bro fra Jørnøya til Ertvågsøya blev afsluttet i januar 2007. Færgelejet på Aukan blev herefter nedlagt, og trafikken til og fra Edøya på Smøla går nu til det nye færgelejet på Sandvika på Tustna.
Nye Aure kommune har beholdt kommunevåbnet fra Tustna, som er et motiv af en klipfisk. Farven på fisken blev ændret fra gul til hvid (sølv).
63°12′N 8°06′Ø / 63.2°N 8.1°Ø